# Алмазів Олекса Дмитрович
Олексій або Олександр Дми́трович Алма́зів (рідше Алма́зов) (6 січня 1885, с. Володимирівка, Херсонська губернія, Російська імперія, нині Баштанський район, Миколаївська область — 13 грудня 1936, Луцьк, Волинське воєводство, Польща) — український військовий і громадський діяч, генерал-хорунжий Армії УНР. Командир Окремої гірської батареї Гайдамацького коша Слобідської України (1918), Окремої гірської батареї Запорізького полку кінних гайдамаків імені кошового отамана Костя Гордієнка (1918), Окремого кінно-гірського гарматного дивізіону Армії УНР (8 грудня 1918), Окремого кінно-гірського гарматного дивізіону 16-го загону (1919).
Відповідно до українського законодавства може бути зарахований до борців за незалежність України у XX сторіччі.

## Життєпис
Народився 6 січня 1885 року (за юліанським календарем) в у с. Володимирівка, волосному центрі Херсонського повіту, де його батько служив помічником лісника скарбового лісництва. Тепер — це село Володимирівка Казанківського району Миколаївської області, а колишнє скарбове лісництво — державний заказник «Володимирська дача». Закінчив Тифліське реальне училище, у 1907 році — Олексіївське військове училище. 1 грудня 1907 року склав іспит на переведення до артилерії в Михайлівському артилерійському училищі, вийшов підпоручиком до Лібавської фортечної артилерії. З 20 листопада 1911 року служив у Ковенській фортечній артилерії.
19 липня 1914 року закінчив курс електротехніки на Санкт-Петербурзькому гарматному заводі.

### 1-ша світова війна
З 18 листопада 1915 року — командир 2-ї батареї 1-го дивізіону 11-ї важкої артилерійської бригади.
З 1 грудня 1916 року — командир важкої батареї 53-го окремого важкого артилерійського дивізіону.
З 1 травня по 20 грудня 1917 року — командир цього дивізіону. Одержав звання полковника за бойові заслуги у бою під Кревом (15 серпня 1917 року). За Першу світову війну був нагороджений усіма орденами до Святого Володимира IV ступеня з мечами та бантом, орденом Святого Георгія IV ступеня (за бій під Кревом, де був отруєний газами).

### В українській армії
З 1 січня 1918 року — командир окремої кінно-гірської батареї Гайдамацького Коша Слобідської України, організованого Симоном Петлюрою. Учасник січневих боїв за Київ, баталій поблизу Гребінки, за Лубни, Хорол, Полтаву, Харків, Кременчук. У бою під Бердичевом у середині лютого 1918 року був поранений у ногу.
15 березня 1918 року батарея була реорганізована у Запорізький кінно-гірський гарматний дивізіон Окремої Запорізької дивізії військ Центральної Ради, на чолі якого Алмазов залишався до кінця Визвольних змагань (цей дивізіон у Дієвій армії УНР називався Алмазівським). На чолі цього дивізіону у квітні 1918 року брав участь у поході полковника Болбочана на Крим.
За часів Гетьманату охороняв український державний кордон у районі ст. Сватове — Білокуракине — Старобільська.
1919 року брав участь в успішному наступі Армії УНР із району Деражні на Вапнярку, в боях за Кам'янець-Подільський, Шатаву, Дунаївці, Проскурів, Летичів, Вінницю, Київ, у тому числі і проти Добровольчої армії.
Улітку 1919 відзначився у боях із Таращанською бригадою РСЧА на Шумщині.
Учасник Першого зимового походу армії УНР. 1920 року брав участь у боях за Могилів, Ушицю, Дунаївці, Копичинці, Галич, Проскурів та інші міста.
У липні-серпні 1920 гарматний дивізіон під командуванням Алмазова вів оборонні бої на півдні Тернопільщини. 21 листопада 1920 з Армією УНР перейшов річку Збруч у районі Підволочиська і був інтернований.
3 серпня 1921 року був підвищений до звання генерал-хорунжого Армії УНР.

### Цивільне життя

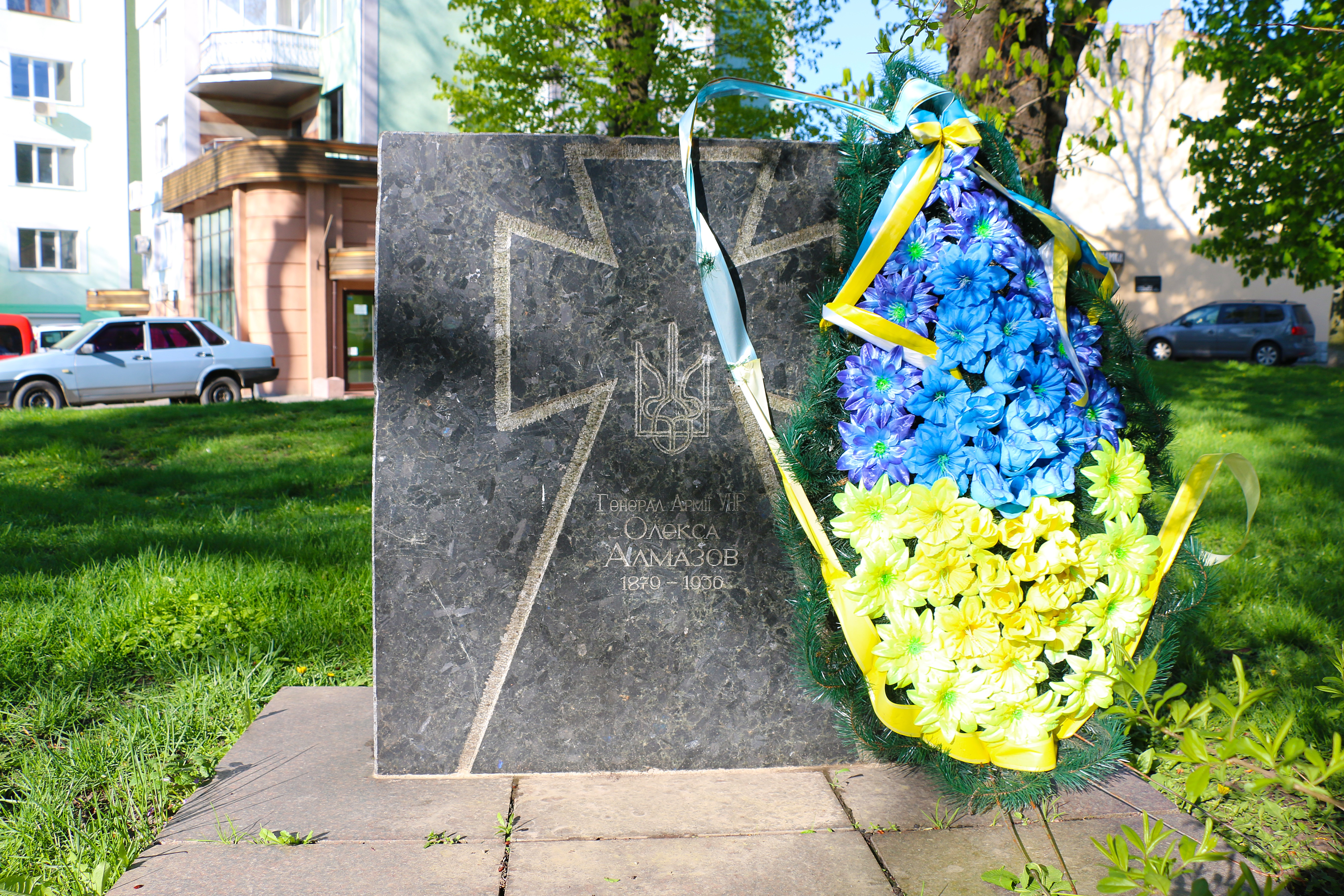
Могила Олекси Алмазова у Луцьку

1923 р., після перебування в таборах для інтернованих українських вояків, працював помічником маркшейдера на вугільній шахті товариства «Сатурн».
12 квітня 1923 року у м. Кракові, в церкві Окремого кінно-гірського дивізіону Святого Спаса, Олекса Алмазов взяв шлюб із німкенею Терезею Кохель – сестрою-жалібницею зі свого дивізіону. Того ж року на таборовому майдані Лобзова відбувся останній військовий парад Окремого кінно-гірського дивізіону, організований генералами О. Алмазовим та М. Кратом.
1926 р. переїхав до Чехословацької республіки, де в 1930 році закінчив гідротехнічний відділ Української господарської академії у Подєбрадах.
1930 р. переїхав до Луцька (тоді у складі Польщі). Працював інженером-гідротехніком у земській управі Волинського воєводства, у справах служби перебував у Кременецькому повіті.
Активний учасник українського національного руху. Один із провідних діячів Волинського громадського комітету допомоги голодуючим в Україні.
Помер та похований у Луцьку (могила збереглася, за часів незалежності над нею було споруджено пам'ятник, знаходиться на території старого кладовища, навпроти гімназії № 4).

## Вшанування пам'яті

### Вулиці
- Ім'ям Олекси Алмазова названо вулицю у Шевченківському районі м. Львова (вулиця Генерала Алмазова).
- Ім'ям Генерала Алмазова названо вулицю в Центральному районі м. Херсона (вулиця Генерала Алмазова)[6].
- Ім'ям Генерала Алмазова названо вулицю в Печерському районі м. Києва[7].
- Також на його честь названо вулицю у Винниках.
- Вулиця Олекси Алмазова у місті Луцьк.
- Вулиця Олексія Алмазова у місті Суми.
- У місті Миколаїв вулицю Генерала Карпенка перейменували на вулицю Генерала Олекси Алмазова.[8]
- У місті Дніпро вулицю Новошахтинську перейменували на вулицю Генерала Алмазова.[9]

### Військові підрозділи
- На честь Алмазова отримала почесну назву 406-та артилерійська бригада ЗСУ[10].

### У кінематографі
23 травня 2010 року Херсонський осередок СУМ в Україні презентував короткометражний документальний фільм «Генерал-хорунжий Олекса Алмазов».

## Архівні документи

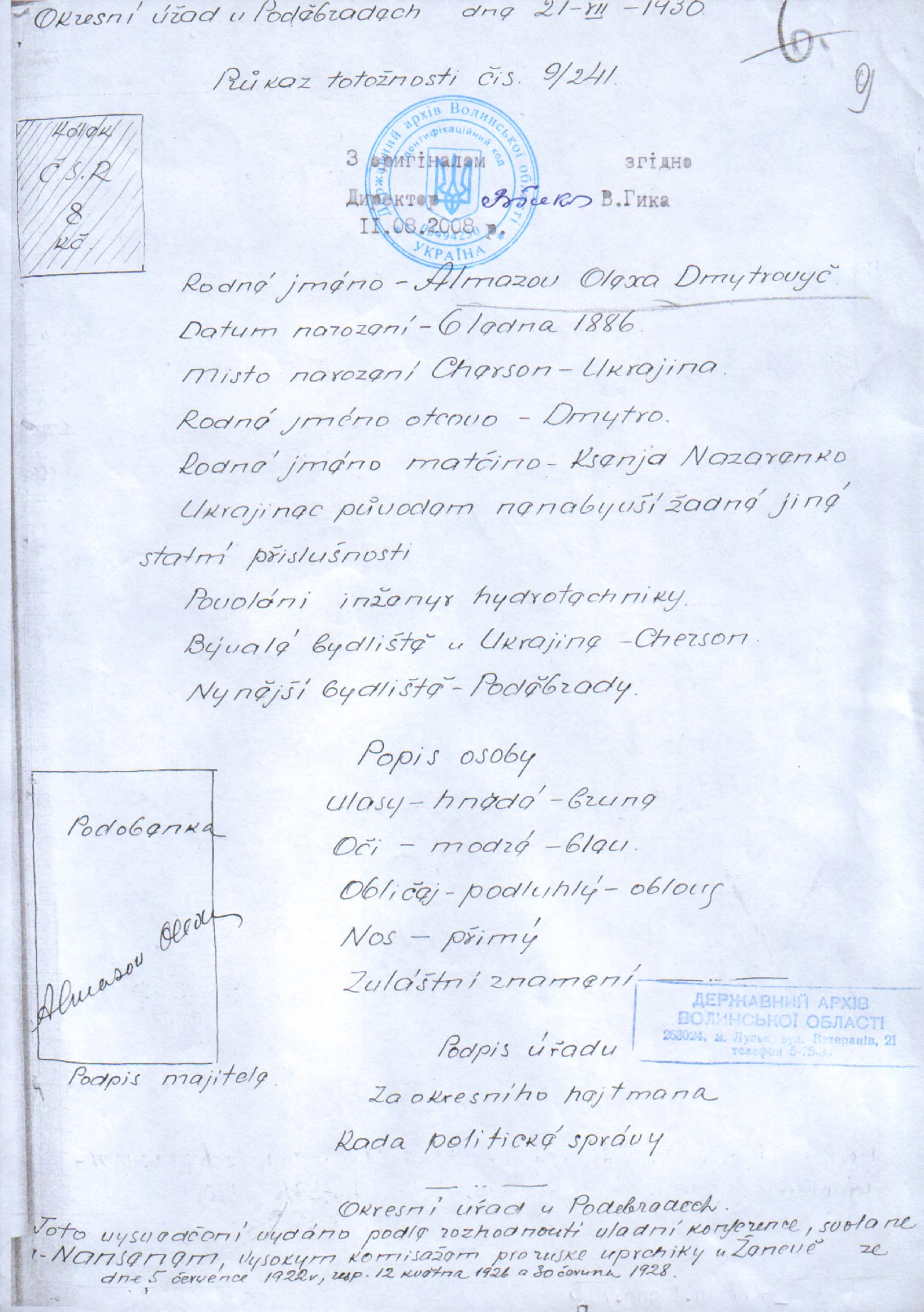
Анкета Олекси Алмазова на виїзд до м. Подєбради (ЧСР).
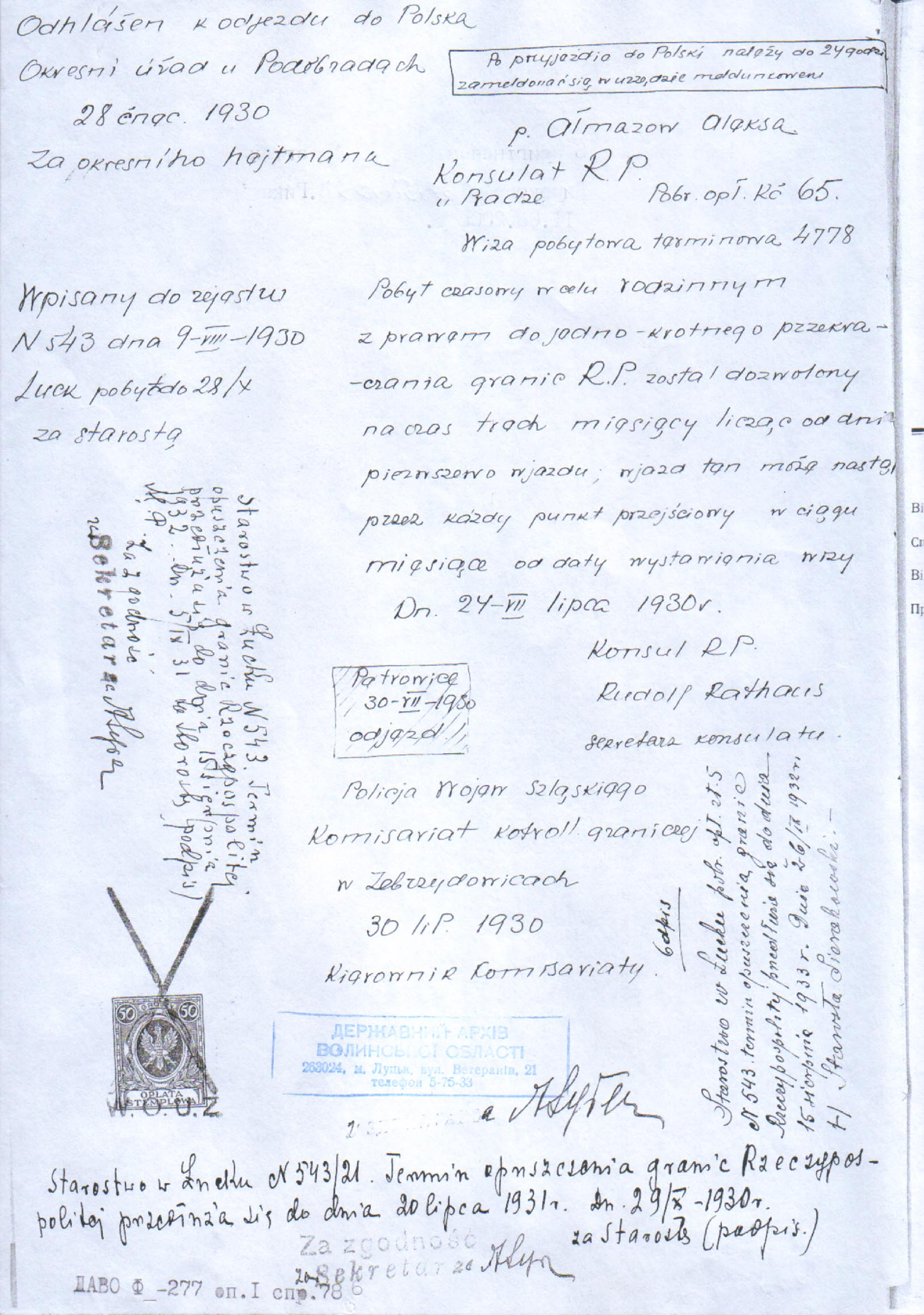
Анкета Олекси Алмазова на виїзд до м. Подєбради (ЧСР). Зворотний бік анкети.
Обкладинка парафіяльної книги.
Витяг з парафіяльної книги.
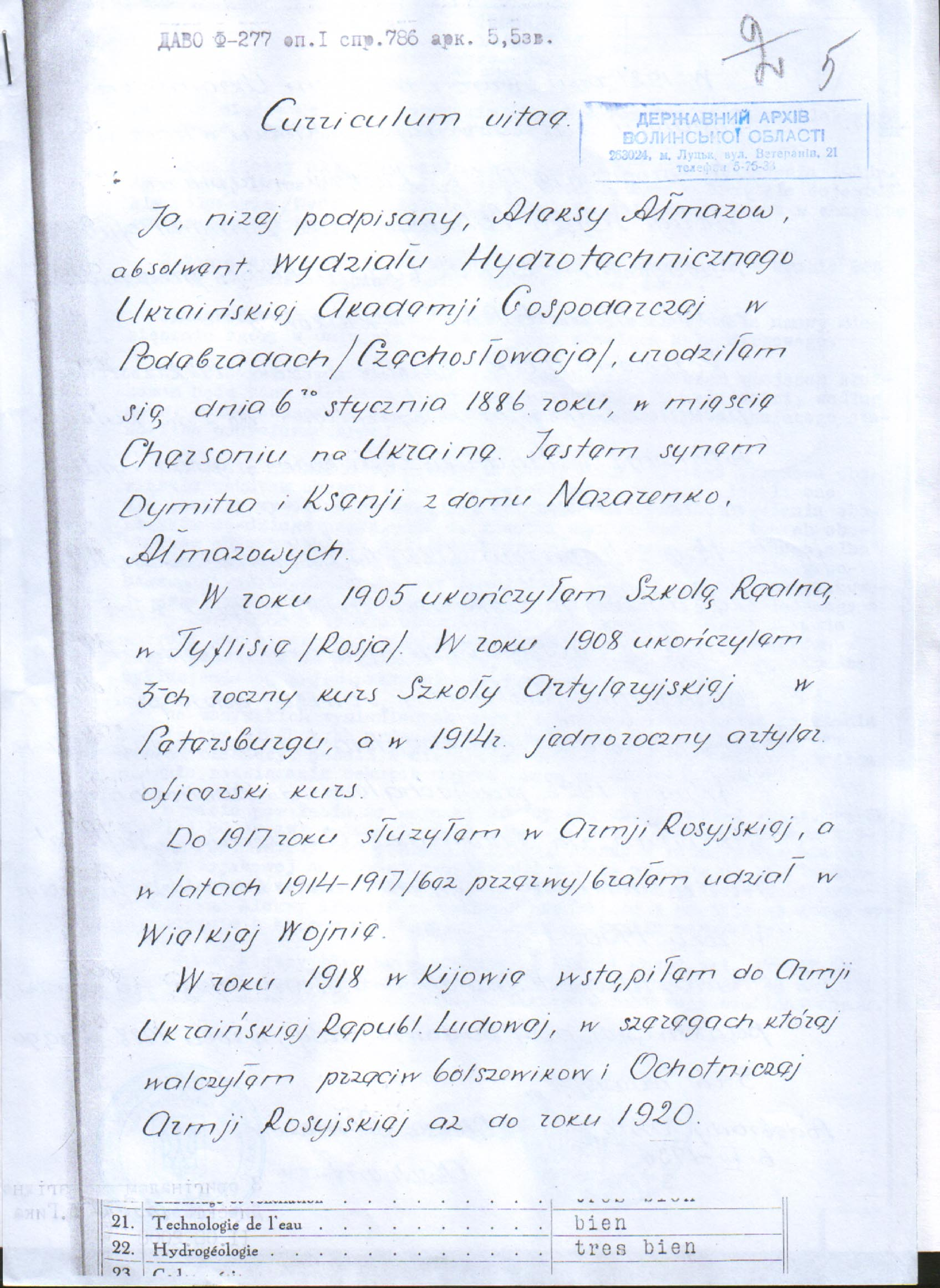
Автобіографія Олекси Алмазова польською мовою.
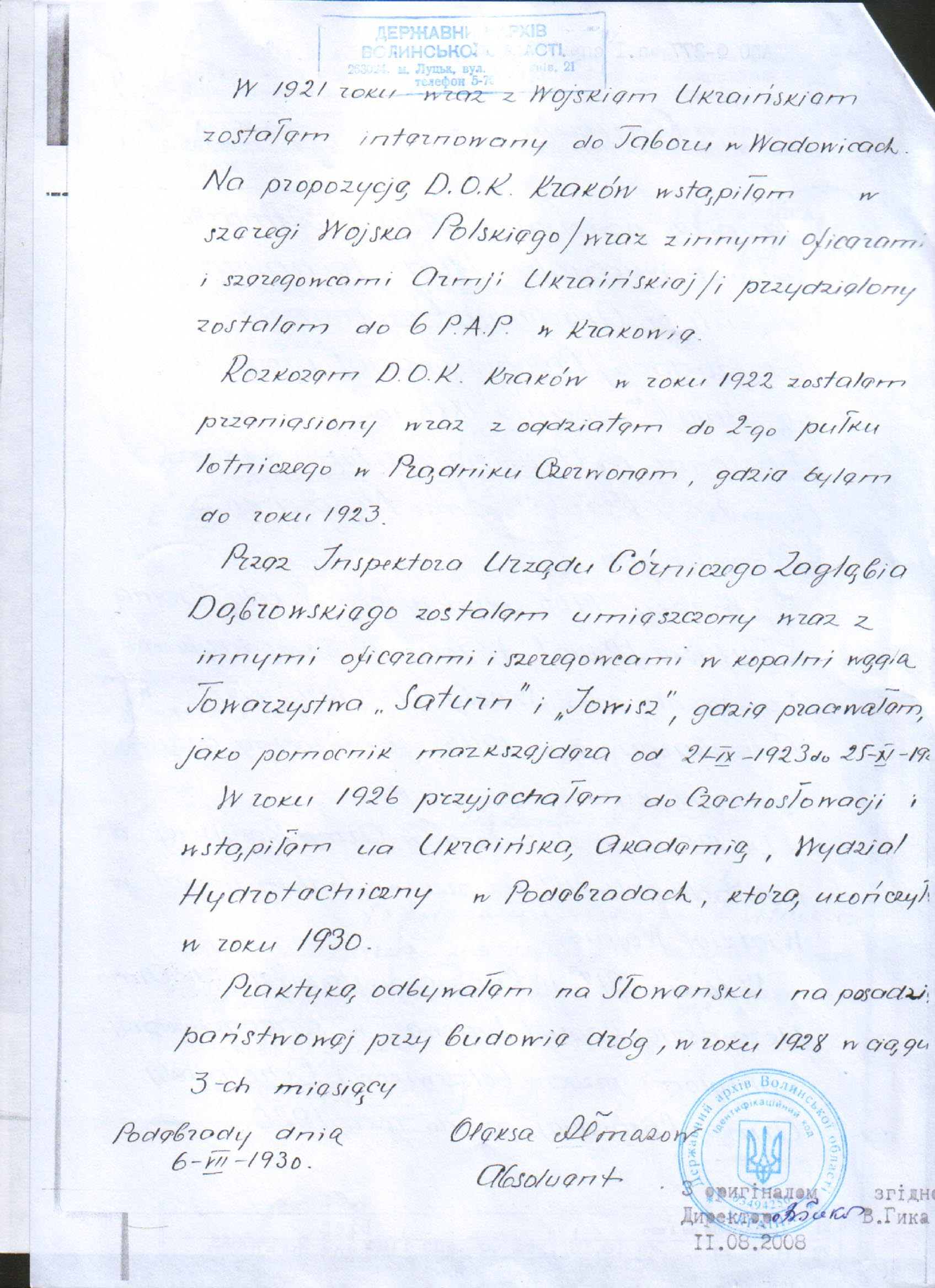
Автобіографія Олекси Алмазова. Зворотна сторона аркуша.
Текст трудової угоди між Олексою Алмазовим та Волинським Воєводством.
Обкладинка газети «Українська Нива» про смерть Олекси Алмазова
Стаття у газеті «Українська Нива» про смерть Олекси Алмазова